# Calle de Esteban Illán
La calle de Esteban Illán es una vía urbana de la ciudad española de Toledo.

## Nombre e historia
En 1778, cuando contaba con 15 casas ya documenta el nombre de calle de la Misericordia para la calle. Nombrada en el nomenclátor de 1864 como «calle de Padilla» seguía por aquel entonces siendo conocida popularmente como calle de la Misericordia. En 1916 se decidió cambiar el nombre de la calle para conmemorar a Esteban Illán, personaje del reinado de Alfonso VIII de Castilla, alcalde y alguacil de Toledo. En la calle estuvo el desaparecido palacio del conde de Arcos. A la calle, situada en el barrio tradicional de San Román, la fachada secundaria de la casa de la Mesa, el edificio antaño sede de la Real Academia de Bellas Artes y Ciencias Históricas de Toledo; la institución inició en 2015 trámites para trasladarse de su casi centenaria sede a su actual sede en el edificio de la Sindicatura de Cuentas de la calle de la Plata al vencer el contrato de arrendamiento de la sede en la calle de Esteban Illán.